# Le téléphone sonne toujours deux fois!!
Le téléphone sonne toujours deux fois!! är en fransk komedifilm från 1985 i regi av Jean-Pierre Vergne.

## Rollista i urval
- Didier Bourdon - Marc Elbichon / Marcel Bichon
- Seymour Brussel - Franck Potin
- Bernard Campan - Ugo Campani
- Pascal Légitimus - Blacky
- Smaïn - Momo
- Clémentine Célarié - Annabella
- Jean-Claude Brialy - poliskommissarien
- Henri Courseaux - dr. Clipps
- Dominique Pinon - professor Pichon
- Darry Cowl - polisen